# خوشه سیمرغ
خوشه سیمرغ (به انگلیسی: Phoenix Cluster) یا خوشهٔ ققنوس، یک خوشه کهکشانی عظیم است که در صورت فلکی جنوبی سیمرغ واقع شده‌است. در ابتدا و در سال ۲۰۱۰ طی یک بررسی ۲۵۰۰ درجه مربعی از پهنه آسمان جنوبی با استفاده از اثر سونیائف زلدوویچ توسط تلسکوپ قطب جنوب شناسایی شد. این خوشه یکی از پُرجرم‌ترین خوشه‌های کهکشانی شناخته‌شده‌است. جرم خوشه سیمرغ برابر با M☉ 2‎×۱۰۱۵ و همچنین، درخشان‌ترین خوشهٔ پرتو ایکس کهکشانی کشف‌شده‌است که بیش از هر خوشهٔ بزرگ و شناخته‌شدهٔ دیگر، مولد پرتو ایکس می‌باشد.
خوشهٔ سیمرغ در فاصلهٔ ۸/۵۷ میلیارد سال نوری از زمین قرار دارد. در حدود ۴۲ کهکشان عضو نیز در حال‌حاضر در پایگاه داده‌های نجومی سیمباد فهرست شده‌اند اما با این احوال، تعداد واقعی ممکن است فراتر از این مقدار و در حدود ۱۰۰۰ کهکشان باشد. خوشهٔ سیمرغ اولین مرتبه توسط آر. ویلیامسن و همکاران وی در طی بررسی توسط تلسکوپ قطب جنوب، در قطب جنوب گزارش شد. این خوشه یکی از ۲۶ خوشهٔ کهکشانی بود که در حین همین بررسی شناسایی شد. کشف این خوشه در فرکانس‌های میان ۱۵۰/۹۵ و ۲۲۰ گیگاهرتز صورت پذیرفت. ۱۴ خوشهٔ از این کهکشان‌ها پیش‌تر شناسایی شده بودند در حالی‌که ۱۲ مورد از جمله همین خوشهٔ سیمرغ در زمرهٔ اکتشافات جدید بودند و این اکتشاف، اثبات کرد که خوشهٔ سیمرغ دارای بیشترین درخشندگیِ پرتو ایکس در میان همهٔ خوشه‌های شناخته‌شدهٔ پیشین است. این خوشه حاوی بزرگ‌ترین سیاه چاله شناخته شده‌است.